# 印西町立印西中学校永治分校
印西町立印西中学校永治分校（いんざいちょうりつ いんざいちゅうがっこうえいじぶんこう）は、千葉県印旛郡印西町浦部にあった公立中学校の分校。

## 概要
1959年（昭和34年）に印西町立印西中学校と統合し、廃校した。

## 沿革
- 1958年（昭和33年） - 大森中学校、木下中学校を廃校し、統合して印西町立印西中学校として開校。永治中学校を廃し、印西中学校永治分校発足。[1]。

- 1959年（昭和34年） - 永治分校廃校。印西中学校に統合。[1]。